# Вулиця Буська (Львів)
Вулиця Бу́ська — вулиця у Личаківському районі міста Львів, у місцевості Знесіння. Пролягає від вулиці Старознесенської до тупика.
З 1962 року вулиця мала назву Миронюка бічна. Сучасну назву вулиця отримала у 1992 році. Забудована одноповерховими конструктивістськими будинками 1930-х років та сучасними приватними садибами.